# سئوگیو-دونگ
سئوگیو-دونگ (به لاتین: Seogyo-dong) یک منطقهٔ مسکونی در کره جنوبی است که در Mapo District واقع شده‌است.